# راشيل بانكولي
زيتا راشيل بانكولي (مواليد 11 أبريل 1983)، والمعروفة باسم راشيل بانكولي، هي لاعبة كرة قدم سابقة من كوت ديفوار لعبت كمهاجمة. كانت عضوا في منتخب ساحل العاج للسيدات.